# Anadolu Ajansı
Anadolu Ajansı, AA, je státní tisková agentura v Turecku.
Velké národní shromáždění Turecka rozhodlo dne 6. dubna 1920 o zřízení agentury. Cílem bylo šíření zpráv o turecké válce za nezávislost doma i v zahraničí.
Agentura má 75 poboček v Turecku a kanceláře ve 81 zemích. Centrála společnosti je v Ankaře.

## Členství
Anadolu Ajansı je členem:
- OANA (Organization of Asia-Pacific News Agencies)
- Alliance of Mediterranean News Agencies
- European Alliance of News Agencies
- ABNA (Balkan Haber Ajansları Birliği)
- ECONA (Ekonomik İşbirliği Örgütü Üyesi Ülkeler Haber Ajansları Birliği)
- MINDS International